# دهستان دوره
دوره، دهستانی از توابع بخش مرکزی شهرستان چگنی در استان لرستان ایران است.

## جمعیت
براساس سرشماری سال ۱۳۸۵ جمعیت آن ۹٬۲۰۸ نفر (۲٬۰۵۲ خانوار) بوده‌است.